# Molophilus thuckara
Molophilus thuckara là một loài ruồi trong họ Limoniidae. Chúng phân bố ở miền Australasia.